# Фучекио
Фучѐкио (на италиански: Fucecchio) е град и община в централна Италия, провинция Флоренция, регион Тоскана. Разположен е на 25 m надморска височина. Населението на града е 22 297 души (към 1 януари 2007 г.).